# Vòng lục giác (CONCACAF)
Trong bóng đá, thuật ngữ Vòng lục giác hay Vòng 6 đội (tiếng Anh: Hexagonal, thường được gọi tắt là the Hex) được dùng để chỉ thể thức thi đấu dành cho giai đoạn cuối cùng của vòng loại Giải vô địch bóng đá thế giới khu vực Bắc, Trung Mỹ và Caribe (CONCACAF). Thể thức vòng tròn tính điểm hai lượt với sáu đội tuyển tham dự đã được CONCACAF sử dụng trong các vòng loại Giải vô địch bóng đá thế giới từ 1998 đến 2018. Thể thức này dựa trên thể thức được áp dụng tại Giải vô địch bóng đá CONCACAF trong giai đoạn 1965-1989. Tại Giải vô địch bóng đá thế giới 2022, vòng đấu này được mở rộng lên 8 đội (còn gọi là Vòng bát giác hay Vòng 8 đội, tiếng Anh: Octagonal).
Hoa Kỳ, México và Costa Rica là những đội tuyển duy nhất góp mặt ở tất cả các Vòng lục giác. México là đội tuyển duy nhất vượt qua vòng loại và giành quyền tham dự Giải vô địch bóng đá thế giới ở tất cả các lần thể thức này được sử dụng.
Vòng đấu này được đặt tên theo hình lục giác (hình 6 cạnh) do còn sáu đội tuyển của khu vực CONCACAF chưa bị loại tính đến thời điểm diễn ra vòng đấu.

## Kình địch Hoa Kỳ v México
Hoa Kỳ và México là những đội tuyển thành công nhất tại vòng đấu này, với México đang vượt qua vòng loại cho mỗi kỳ Cúp Thế giới kể từ năm 1994. Thật vậy, kình địch bóng đá México-Hoa Kỳ đã được tranh tài sôi nổi trong tất cả các trận đấu thuộc Hexagonal. Các trận đấu giữa hai đội do México đăng cai tại sân vận động Azteca với 100.000 chỗ ngồi ở thành phố México thường trong tình trạng "cháy vé"; các trận đấu được Hoa Kỳ đăng cai thường được tổ chức ở các thành phố lạnh lẽo phía bắc như Columbus, Ohio.

## 1998
Vòng lục giác đầu tiên diễn ra từ ngày 2 tháng 3 đến ngày 16 tháng 11 năm 1997. México kết thúc vòng đấu ở vị trí nhất bảng với thành tích bất bại, và là đội tuyển duy nhất làm được điều này. Jamaica có lần đầu tiên (và duy nhất cho đến nay) vượt qua vòng loại. Đây là lần duy nhất Canada tham dự Vòng lục giác, và cũng là lần cuối cùng họ lọt vào vòng loại cuối của Giải vô địch bóng đá thế giới, cho đến khi họ làm được điều này một lần nữa vào năm 2022, rồi giành quyền tham dự World Cup lần đầu tiên kể từ năm 1986.
| VT | Đội         | ST | T | H | B | BT | BB | HS  | Đ  | Giành quyền tham dự                                       |     |     |     |     |     |     |     |
| -- | ----------- | -- | - | - | - | -- | -- | --- | -- | --------------------------------------------------------- | --- | --- | --- | --- | --- | --- | --- |
| 1  | México      | 10 | 4 | 6 | 0 | 23 | 7  | +16 | 18 | Vượt qua vòng loại đến Giải vô địch bóng đá thế giới 1998 |     | —   | 0–0 | 6–0 | 3–3 | 5–0 | 4–0 |
| 2  | Hoa Kỳ      | 10 | 4 | 5 | 1 | 9  | 8  | +1  | 17 | Vượt qua vòng loại đến Giải vô địch bóng đá thế giới 1998 |     | 2–2 | —   | 1–1 | 1–0 | 4–2 | 3–0 |
| 3  | Jamaica     | 10 | 3 | 5 | 2 | 7  | 12 | −5  | 14 | Vượt qua vòng loại đến Giải vô địch bóng đá thế giới 1998 |     | 0–0 | 0–0 | —   | 1–0 | 1–0 | 1–0 |
| 4  | Costa Rica  | 10 | 3 | 3 | 4 | 13 | 12 | +1  | 12 |                                                           |     | 0–0 | 3–2 | 3–1 | —   | 0–0 | 3–1 |
| 5  | El Salvador | 10 | 2 | 4 | 4 | 11 | 16 | −5  | 10 |                                                           | 0–1 | 1–1 | 2–2 | 2–1 | —   | 4–1 |     |
| 6  | Canada      | 10 | 1 | 3 | 6 | 5  | 20 | −15 | 6  |                                                           | 2–2 | 0–3 | 0–0 | 1–0 | 0–0 | —   |     |

## 2002
Lần thứ hai của The Hex được thi đấu vào năm 2001, trong khoảng thời gian từ ngày 28 tháng 2 đến ngày 11 tháng 11. Costa Rica, đội có tổng số kỷ lục 23 điểm, giành ngôi nhất bảng. Costa Rica đánh dấu đánh bại đầu tiên mà México từng có tại một trận đấu vòng loại Cúp Thế giới trên sân nhà, trong một trận đấu được gọi là El Aztecazo.
| VT | Đội                | ST | T | H | B | BT | BB | HS  | Đ  | Giành quyền tham dự                                       |     |     |     |     |     |     |     |
| -- | ------------------ | -- | - | - | - | -- | -- | --- | -- | --------------------------------------------------------- | --- | --- | --- | --- | --- | --- | --- |
| 1  | Costa Rica         | 10 | 7 | 2 | 1 | 17 | 7  | +10 | 23 | Vượt qua vòng loại đến Giải vô địch bóng đá thế giới 2002 |     | —   | 0–0 | 2–0 | 2–2 | 2–1 | 3–0 |
| 2  | México             | 10 | 5 | 2 | 3 | 16 | 9  | +7  | 17 | Vượt qua vòng loại đến Giải vô địch bóng đá thế giới 2002 |     | 1–2 | —   | 1–0 | 3–0 | 4–0 | 3–0 |
| 3  | Hoa Kỳ             | 10 | 5 | 2 | 3 | 11 | 8  | +3  | 17 | Vượt qua vòng loại đến Giải vô địch bóng đá thế giới 2002 |     | 1–0 | 2–0 | —   | 2–3 | 2–1 | 2–0 |
| 4  | Honduras           | 10 | 4 | 2 | 4 | 17 | 17 | 0   | 14 |                                                           |     | 2–3 | 3–1 | 1–2 | —   | 1–0 | 0–1 |
| 5  | Jamaica            | 10 | 2 | 2 | 6 | 7  | 14 | −7  | 8  |                                                           | 0–1 | 1–2 | 0–0 | 1–1 | —   | 1–0 |     |
| 6  | Trinidad và Tobago | 10 | 1 | 2 | 7 | 5  | 18 | −13 | 5  |                                                           | 0–2 | 1–1 | 0–0 | 2–4 | 1–2 | —   |     |

## 2006
| Đội                | ST | T | H | B | BT | BB | HS  | Đ  |  | Hoa Kỳ | México | Costa Rica | Trinidad và Tobago | Guatemala | Panama |
| ------------------ | -- | - | - | - | -- | -- | --- | -- |  | ------ | ------ | ---------- | ------------------ | --------- | ------ |
| Hoa Kỳ             | 10 | 7 | 1 | 2 | 16 | 6  | +10 | 22 |  | —      | 2–0    | 3–0        | 1–0                | 2–0       | 2–0    |
| México             | 10 | 7 | 1 | 2 | 22 | 9  | +13 | 22 |  | 2–1    | —      | 2–0        | 2–0                | 5–2       | 5–0    |
| Costa Rica         | 10 | 5 | 1 | 4 | 15 | 14 | +1  | 16 |  | 3–0    | 1–2    | —          | 2–0                | 3–2       | 2–1    |
| Trinidad và Tobago | 10 | 4 | 1 | 5 | 10 | 15 | −5  | 13 |  | 1–2    | 2–1    | 0–0        | —                  | 3–2       | 2–0    |
| Guatemala          | 10 | 3 | 2 | 5 | 16 | 18 | −2  | 11 |  | 0–0    | 0–2    | 3–1        | 5–1                | —         | 2–1    |
| Panama             | 10 | 0 | 2 | 8 | 4  | 21 | −17 | 2  |  | 0–3    | 1–1    | 1–3        | 0–1                | 0–0       | —      |

- Hoa Kỳ xếp trên México dựa trên kết quả đối đầu trực tiếp.
- México, Hoa Kỳ và Costa Rica đã giành quyền trực tiếp vào Giải vô địch bóng đá thế giới 2006.
- Trinidad và Tobago đã giành quyền vào vòng play-off AFC-CONCACAF, nơi họ đánh bại Bahrain với tổng tỷ số 2–1 để giành quyền tham dự World Cup.

## 2010
| Đội tuyển          | St | Điểm |
| ------------------ | -- | ---- |
| Hoa Kỳ             | 10 | 20   |
| México             | 10 | 19   |
| Honduras           | 10 | 16   |
| Costa Rica         | 10 | 16   |
| El Salvador        | 10 | 8    |
| Trinidad và Tobago | 10 | 6    |

|                    | Costa Rica | El Salvador | Honduras | México | Trinidad và Tobago | Hoa Kỳ |
| ------------------ | ---------- | ----------- | -------- | ------ | ------------------ | ------ |
| Costa Rica         | –          | 1–0         | 2–0      | 0–3    | 4–0                | 3–1    |
| El Salvador        | 1–0        | –           | 0–1      | 2–1    | 2–2                | 2–2    |
| Honduras           | 4–0        | 1–0         | –        | 3–1    | 4–1                | 2–3    |
| México             | 2 –0       | 4–1         | 1–0      | –      | 2–1                | 2–1    |
| Trinidad và Tobago | 2–3        | 1–0         | 1–1      | 2–2    | –                  | 0–1    |
| Hoa Kỳ             | 2–2        | 2–1         | 2–1      | 2–0    | 3–0                | –      |

Sáu đội tuyển đã lọt vào vòng 4 đã tạo thành một vòng tròn hai lượt, bảng sân nhà và sân khách có biệt danh là "Hexagonal". Ba đội tuyển hàng đầu được vượt qua vòng loại cho Giải vô địch bóng đá thế giới 2010. Đội xếp thứ tư được vượt qua vòng loại cho một trận play-off trên sân nhà và sân khách đấu với đội xếp thứ năm từ CONMEBOL.

## 2014
Trong vòng 4, ba đội nhất và ba đội nhì bảng từ vòng 3 đã thi đấu vòng tròn hai lượt, bao gồm trận đấu trên sân nhà và sân khách đấu với năm đội tuyển khác từ ngày 6 tháng 2 đến ngày 15 tháng 10 năm 2013. Lễ bôc thăm cho 'The Hex' được FIFA tiến hành vào ngày 7 tháng 11 năm 2012.
Ba đội tuyển hàng đầu được vượt qua vòng loại trực tiếp cho vòng chung kết Giải vô địch bóng đá thế giới 2014, trong khi đội xếp thứ tư sẽ thi đấu một loạt trận sân nhà và sân khách đấu với New Zealand, đội vô địch của châu Đại Dương. Các đội tuyển được xếp hạng đầu tiên bằng tổng số điểm trong tất cả đại hội thể thao, sau đó, nếu tỷ số hòa, bởi hiệu số bàn thắng thua tốt nhất trong tất cả đại hội thể thao, sau đó bằng tổng số bàn thắng trong tất cả đại hội thể thao. Nếu vẫn tỷ số hòa, các tiêu chí tương tự được áp dụng cho đại hội thể thao giữa các đội tuyển đều tỷ số hòa.
| \| Team- x - t - s \| Pld \| Pts \| \| --------------- \| --- \| --- \| \| Hoa Kỳ \| 10 \| 22 \| \| Costa Rica \| 10 \| 18 \| \| Honduras \| 10 \| 15 \| \| México \| 10 \| 11 \| \| Panama \| 10 \| 8 \| \| Jamaica \| 10 \| 5 \| |     |     |
| Team | Pld | Pts |
| Hoa Kỳ | 10  | 22  |
| Costa Rica | 10  | 18  |
| Honduras | 10  | 15  |
| México | 10  | 11  |
| Panama | 10  | 8   |
| Jamaica | 10  | 5   |

## 2018
| VT | Đội                | ST | T | H | B | BT | BB | HS  | Đ  | Giành quyền tham dự                |     |     |     |     |     |     |     |
| -- | ------------------ | -- | - | - | - | -- | -- | --- | -- | ---------------------------------- | --- | --- | --- | --- | --- | --- | --- |
| 1  | México             | 10 | 6 | 3 | 1 | 16 | 7  | +9  | 21 | Giành quyền tham dự World Cup 2018 |     |     | 2–0 | 1–0 | 3–0 | 1–1 | 3–1 |
| 2  | Costa Rica         | 10 | 4 | 4 | 2 | 14 | 8  | +6  | 16 | Giành quyền tham dự World Cup 2018 |     | 1–1 |     | 0–0 | 1–1 | 4–0 | 2–1 |
| 3  | Panama             | 10 | 3 | 4 | 3 | 9  | 10 | −1  | 13 | Giành quyền tham dự World Cup 2018 |     | 0–0 | 2–1 |     | 2–2 | 1–1 | 3–0 |
| 4  | Honduras           | 10 | 3 | 4 | 3 | 13 | 19 | −6  | 13 | Giành quyền tham dự trận play-off  |     | 3–2 | 1–1 | 0–1 |     | 1–1 | 3–1 |
| 5  | Hoa Kỳ             | 10 | 3 | 3 | 4 | 17 | 13 | +4  | 12 |                                    |     | 1–2 | 0–2 | 4–0 | 6–0 |     | 2–0 |
| 6  | Trinidad và Tobago | 10 | 2 | 0 | 8 | 7  | 19 | −12 | 6  |                                    | 0–1 | 0–2 | 1–0 | 1–2 | 2–1 |     |     |

- México, Costa Rica và Panama được vượt qua vòng loại trực tiếp cho Giải vô địch bóng đá thế giới 2018.
- Honduras giành quyền vào vòng play-off CONCACAF–AFC; họ thua Úc với tổng tỷ số 1–3.
- Hoa Kỳ không vượt qua vòng loại World Cup lần đầu kể từ khi vòng Hexagonal được giới thiệu; họ đã vượt qua vòng loại của mọi kỳ World Cup từ năm 1990 đến năm 2014.

## Kỷ lục

### Xếp hạng các đội tuyển
| Đội tuyển          | Hạng nhất            | Hạng nhì             | Hạng ba        | Hạng tư         | Hạng năm       | Hạng sáu             | Số lần VQVL |
| ------------------ | -------------------- | -------------------- | -------------- | --------------- | -------------- | -------------------- | ----------- |
| México             | 2 (1998, 2018)       | 3 (2002, 2006, 2010) |                | 1 (2014*^)      |                |                      | 6           |
| Hoa Kỳ             | 3 (2006, 2010, 2014) | 1 (1998)             | 1 (2002)       |                 | 1 (2018)       |                      | 5           |
| Costa Rica         | 1 (2002)             | 2 (2014, 2018)       | 1 (2006)       | 2 (1998, 2010*) |                |                      | 4           |
| Honduras           |                      |                      | 2 (2010, 2014) | 2 (2002, 2018*) |                |                      | 2           |
| Jamaica            |                      |                      | 1 (1998)       |                 | 1 (2002)       | 1 (2014)             | 1           |
| Panama             |                      |                      | 1 (2018)       |                 | 1 (2014)       | 1 (2006)             | 1           |
| Trinidad và Tobago |                      |                      |                | 1 (2006*^)      |                | 3 (2002, 2010, 2018) | 1           |
| El Salvador        |                      |                      |                |                 | 2 (1998, 2010) |                      | 0           |
| Guatemala          |                      |                      |                |                 | 1 (2006)       |                      | 0           |
| Canada             |                      |                      |                |                 |                | 1 (1998)             | 0           |

* = Đội tuyển được vượt qua vòng loại đến vòng play-off liên lục địa (Kể từ vòng loại giải vô địch bóng đá thế giới 2006, vòng loại thứ 4 đến vòng play-off).
^ = Đội tuyển được vượt qua vòng loại đến vòng play-off liên lục địa và Giải vô địch bóng đá thế giới.

### Bảng mọi thời đại
3 điểm mỗi trận thắng, 1 điểm mỗi trận hòa và 0 điểm mỗi trận thua.
| Đội tuyển          | Tổng số | Tổng số | Tổng số | Tổng số | Tổng số | Tổng số | Tổng số | Tổng số | Đội nhà | Đội nhà | Đội nhà | Đội nhà | Đội nhà | Đội nhà | Đội nhà | Đội nhà | Đội khách | Đội khách | Đội khách | Đội khách | Đội khách | Đội khách | Đội khách | Đội khách |
| Đội tuyển          | ST      | T       | H       | B       | BT      | BB      | +/-     | Đ       | ST      | T       | H       | B       | BT      | BB      | +/-     | Đ       | ST        | T         | H         | B         | BT        | BB        | +/-       | Đ         |
| ------------------ | ------- | ------- | ------- | ------- | ------- | ------- | ------- | ------- | ------- | ------- | ------- | ------- | ------- | ------- | ------- | ------- | --------- | --------- | --------- | --------- | --------- | --------- | --------- | --------- |
| Hoa Kỳ             | 60      | 32      | 14      | 14      | 95      | 57      | +38     | 110     | 30      | 24      | 3       | 3       | 61      | 18      | 43      | 75      | 30        | 8         | 11        | 11        | 34        | 39        | −5        | 35        |
| México             | 60      | 30      | 18      | 12      | 102     | 53      | +49     | 108     | 30      | 22      | 6       | 2       | 70      | 16      | 54      | 72      | 30        | 8         | 12        | 10        | 32        | 37        | −5        | 36        |
| Costa Rica         | 60      | 29      | 14      | 17      | 87      | 63      | +24     | 101     | 30      | 21      | 7       | 2       | 57      | 21      | 36      | 70      | 30        | 8         | 7         | 15        | 30        | 42        | −12       | 31        |
| Honduras           | 40      | 16      | 10      | 14      | 60      | 59      | 1       | 58      | 20      | 11      | 4       | 5       | 38      | 22      | 16      | 37      | 20        | 5         | 6         | 9         | 22        | 37        | −15       | 21        |
| Trinidad và Tobago | 40      | 8       | 6       | 26      | 32      | 74      | –42     | 30      | 20      | 6       | 5       | 9       | 22      | 27      | −5      | 23      | 20        | 2         | 1         | 17        | 10        | 47        | −37       | 7         |
| Jamaica            | 30      | 5       | 12      | 13      | 19      | 39      | –20     | 27      | 15      | 4       | 7       | 4       | 11      | 11      | 0       | 19      | 15        | 1         | 5         | 9         | 8         | 28        | −20       | 8         |
| Panama             | 30      | 4       | 11      | 15      | 23      | 45      | –22     | 23      | 15      | 4       | 7       | 4       | 16      | 17      | −1      | 19      | 15        | 0         | 4         | 11        | 7         | 28        | −21       | 4         |
| El Salvador        | 20      | 4       | 6       | 10      | 20      | 31      | –11     | 18      | 10      | 4       | 4       | 2       | 16      | 12      | 4       | 16      | 10        | 0         | 2         | 8         | 4         | 19        | −15       | 2         |
| Guatemala          | 10      | 3       | 2       | 5       | 16      | 18      | –2      | 11      | 5       | 3       | 1       | 1       | 10      | 5       | 5       | 10      | 5         | 0         | 1         | 4         | 6         | 13        | −7        | 1         |
| Canada             | 10      | 1       | 3       | 6       | 5       | 20      | –15     | 6       | 5       | 1       | 3       | 1       | 3       | 5       | −2      | 6       | 5         | 0         | 0         | 5         | 2         | 15        | −13       | 0         |

### Đội tuyển
- Tham dự nhiều nhất:  Costa Rica,  México và  Hoa Kỳ: 6.
- Số lần vượt qua vòng loại nhiều nhất đến Giải vô địch bóng đá thế giới:  México: 6.
- Đội vô địch:
  -  Hoa Kỳ: 3 (2006, 2010, 2014).
  -  México: 2 (1998, 2018).
  -  Costa Rica: 1 (2002).
- Điểm nhiều nhất:  Hoa Kỳ, 110.
  - Điểm nhiều nhất trên sân nhà:  Hoa Kỳ, 75.
  - Điểm nhiều nhất trên sân khách:  México, 36.
- Trận thắng nhiều nhất:  Hoa Kỳ, 32.
  - Trận thắng nhiều nhất trên sân nhà:  Hoa Kỳ, 24.
  - Trận thắng nhiều nhất trên sân khách:  Costa Rica,  México và  Hoa Kỳ, 8.
- Trận hòa nhiều nhất:  México, 18.
  - Trận hòa nhiều nhất trên sân nhà:  Costa Rica,  Jamaica và  Panama, 7.
  - Trận hòa nhiều nhất trên sân khách:  México, 12.
- Trận thua nhiều nhất:  Trinidad và Tobago, 26.
  - Trận thua nhiều nhất trên sân nhà:  Trinidad và Tobago, 9.
  - Trận thua nhiều nhất trên sân khách:  Trinidad và Tobago, 17.
- Tỷ số bàn thắng nhiều nhất:  México, 100.
  - Tỷ số bàn thắng nhiều nhất trên sân nhà:  México, 70.
  - Tỷ số bàn thắng nhiều nhất trên sân khách:  Hoa Kỳ, 33.
- Trận thắng nhiều nhất trong một giải đấu:  Costa Rica (7 vào năm 2002),  México (7 vào năm 2006) và  Hoa Kỳ (7 vào năm 2006, 2014).
- Trận thắng ít nhất trong một giải đấu:  Panama (0 vào năm 2006) và  Jamaica (0 vào năm 2014).
- Trận hòa nhiều nhất trong một giải đấu:  México, 6 (1998).
- Trận hòa ít nhất trong một giải đấu:  Trinidad và Tobago, 0 (2018).
- Trận thua nhiều nhất trong một giải đấu:  Panama, 8 (2006).
- Trận thua ít nhất trong một giải đấu:  México, 0 (1998).
- Điểm nhiều nhất trong một giải đấu:  Costa Rica, 23 (2002).
- Điểm ít nhất trong một giải đấu:  Panama, 2 (2006).
- Tỷ số bàn thắng nhiều nhất trong một giải đấu:  México, 23 (1998).
- Tỷ số bàn thắng ít nhất trong một giải đấu:  Panama, 4 (2006).
- Bàn thắng kín đáo nhiều nhất trong một giải đấu:  Trinidad và Tobago, 22 (2010).
- Bàn thắng kín đáo ít nhất trong một giải đấu:  Hoa Kỳ, 6 (2006).
- Hiệu số tốt nhất trong một giải đấu:  México, +16 (1998).
- Hiệu số xấu nhất trong một giải đấu:  Panama, -17 (2006).
- Kết quả tốt nhất:  México 6-0  Jamaica (1998) và  Hoa Kỳ 6-0  Honduras (2018).
  - Kết quả tốt nhất trên sân nhà:  México 6-0  Jamaica (1998) và  Hoa Kỳ 6-0  Honduras (2018).
  - Kết quả tốt nhất trên sân khách:  Canada 0-3  Hoa Kỳ (1998),  Panama 0-3  Hoa Kỳ (2006) và  Costa Rica 0-3  México (2010).

### Cá nhân
- Vua phá lưới:  Carlos Pavon, 12.
- Vua phá lưới trong một giải đấu:  Carlos Hermosillo, 8 (1998).
- Cú đúp và poker:

| # bàn thắng | Cầu thủ           | Trận đấu                      | Vượt qua vòng loại |
| ----------- | ----------------- | ----------------------------- | ------------------ |
| 4           | Francisco Fonseca | México 5-2 Guatemala          | 2006               |
| 3           | Carlos Hermosillo | México 6-0 Jamaica            | 1998               |
| 3           | Carlos Pavon      | Honduras 3-1 México           | 2002               |
| 3           | Jozy Altidore     | Hoa Kỳ 3-0 Trinidad và Tobago | 2010               |
| 3           | Clint Dempsey     | Hoa Kỳ 6-0 Honduras           | 2018               |

### Cầu thủ ghi bàn hàng đầu
| Hạng | Cầu thủ           | Cầu thủ ghi bàn | Số trận | Bàn thắng mỗi trận | Vượt qua vòng loại     |
| ---- | ----------------- | --------------- | ------- | ------------------ | ---------------------- |
| 1    | Carlos Pavón      | 12              | 17      | 0.71               | 2002, 2010             |
| 2    | Jozy Altidore     | 11              | 29      | 0.38               | 2010, 2014, 2018       |
| 3    | Paulo Wanchope    | 10              | 20      | 0.50               | 1998, 2002, 2006       |
| 4    | Carlo Costly      | 9               | 17      | 0.53               | 2010, 2014             |
| 4    | Stern John        | 9               | 23      | 0.40               | 2002, 2006, 2010       |
| 6    | Carlos Hermosillo | 8               | 10      | 0.80               | 1998                   |
| 6    | Cuauhtémoc Blanco | 8               | 19      | 0.42               | 1998, 2002, 2006, 2010 |
| 6    | Álvaro Saborío    | 8               | 21      | 0.38               | 2006, 2010, 2014       |
| 6    | Clint Dempsey     | 8               | 28      | 0.29               | 2006, 2010, 2014, 2018 |
| 10   | Jared Borgetti    | 7               | 14      | 0.50               | 2002, 2006             |
| 10   | Landon Donovan    | 7               | 26      | 0.27               | 2002, 2006, 2010, 2014 |
| 12   | Francisco Fonseca | 6               | 9       | 0.66               | 2006                   |
| 12   | Bryan Ruiz        | 6               | 27      | 0.22               | 2010, 2014, 2018       |
| 14   | Benjamín Galindo  | 5               | 8       | 0.62               | 1998                   |
| 14   | Rolando Fonseca   | 5               | 16      | 0.31               | 1998, 2002, 2006       |
| 14   | Michael Bradley   | 5               | 24      | 0.21               | 2010, 2014, 2018       |
| 14   | Celso Borges      | 5               | 26      | 0.20               | 2010, 2014, 2018       |
| 14   | Christian Pulisic | 5               | 10      | 0.50               | 2018                   |

### Cầu thủ ghi bàn hàng đầu theo giải đấu
| Vượt qua vòng loại | Cầu thủ ghi bàn hàng đầu                       | Bàn thắng |
| ------------------ | ---------------------------------------------- | --------- |
| 1998               | Carlos Hermosillo                              | 8         |
| 2002               | Cuauhtémoc Blanco Rolando Fonseca Carlos Pavón | 5         |
| 2006               | Francisco Fonseca                              | 6         |
| 2010               | Carlos Pavón                                   | 7         |
| 2014               | Carlo Costly Jerry Bengtson Jozy Altidore      | 4         |
| 2018               | Christian Pulisic                              | 5         |